# Új-zélandi költők, írók listája
Írók és költők, akik hozzájárultak a Új-Zéland irodalmához:
| - Fleur Adcock - Barbara Anderson - Murray Ball - David Ballantyne - Mary Anne Barker (Lady Barker) - James K. Baxter - Bernard Beckett - James Belich - Ursula Bethell - Jenny Bornholdt - Thomas Bracken - Charles Brasch - Errol Brathwaite - Alistair Campbell - Meg Campbell - Eleanor Catton - Catherine Chidgey - Hugh Cook - Joy Cowley - Barry Crump - Allen Curnow - Dan Davin - Count Geoffrey Potocki de Montalk - Stephanie de Montalk - Alfred Domett - Joan Druett - Marilyn Duckworth - Tessa Duder - Alan Duff - Eileen Duggan - Maurice Duggan | - Kate Duignan - Stevan Eldred-Grigg - Barbara Else - Barbara Ewing - Jaqueline Fahey - Fiona Farrell-Poole - Roderick Finlayson - Janet Frame - Maurice Gee - Denis Glover - Patricia Grace - Keri Hulme - Sam Hunt - Robin Hyde - Witi Ihimaera - Andrew Johnston - Lloyd Jones - Michael King - Shonagh Koea - John A. Lee - George Leitch - Elsie Locke - Robert Lord - Edith Lyttleton - Greg McGee - Cilla McQueen - Margaret Mahy - Bill Manhire - Frederick Edward Maning | - Katherine Mansfield - Ngaio Marsh - Owen Marshall - Bruce Mason - Ian Middleton - O. E. Middleton - Ronald Hugh Morrieson - John Mulgan - Amber Reeves - William Pember Reeves - Frank Sargeson - William Satchell - Maurice Shadbolt - John Sligo - Alex Staines - C. K. Stead - Jacqui Sturm - Philip Temple - Mervyn Thompson - Brian Turner - Hone Tuwhare - Noel Virtue - Julius Vogel - Darryl Ward - Ian Wedde - Peter Wells - Albert Wendt - Cherry Wilder (Cherry Barbara Grimm) |